# Arrondissement de Crévelt

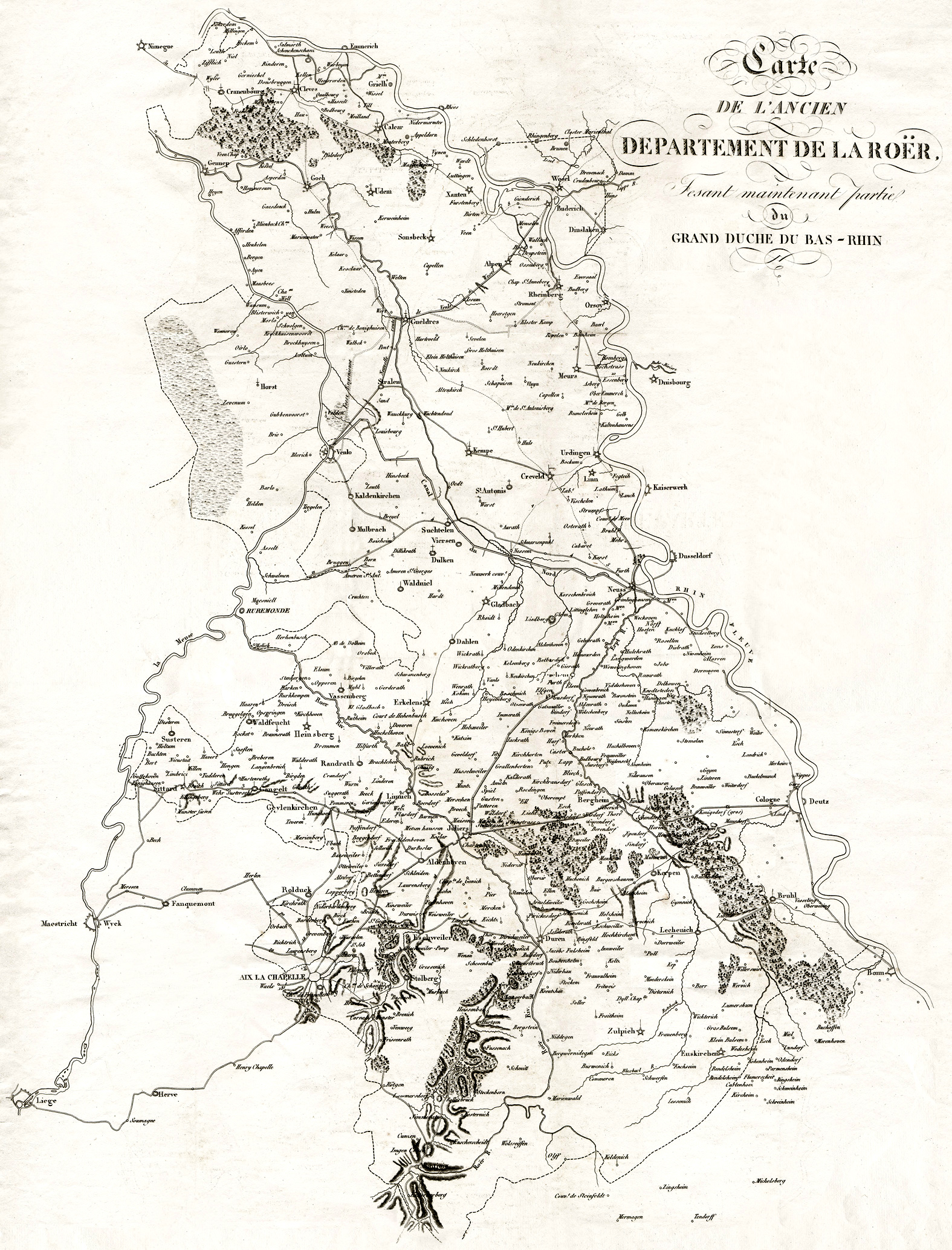
Département de la Roër

Das Arrondissement de Crévelt, zu Deutsch Distrikt Krefeld, war eins von vier Arrondissements des  Département de la Roer im Rheinland, das zur Zeit der napoleonischen Herrschaft bestand. Sein Hauptort (frz. chef-lieu) war Krefeld (frz. Crévelt).
Es bestand von 1798 bis 1814 und lag zwischen dem Arrondissement de Clèves und dem Arrondissement de Cologne, wobei es nur bei Erkelenz ein kleines Stück gemeinsame Grenze mit dem Arrondissement d’Aix-la-Chapelle hatte. 1801 wird das Département de la Roer französisches Staatsgebiet und Johannes Jakobus Bouget aus Odenkirchen wird Unterpräfekt des Arrondissement de Crévelt. Das Gebiet kam 1815 zum Großteil an Preußen sowie in sehr geringem Umfang an die Niederlande. Dieses ehemalige Arrondissement deckte geographisch im Wesentlichen den heutigen Kreis Viersen, den Altkreis Erkelenz, den Altkreis Moers sowie die heutigen Städte Mönchengladbach, Krefeld und Neuss ab. Es bestand aus  89 Mairien in 11 Kantonen und war mit rund 150.000 Einwohnern genauso groß wie das Nachbararrondissement de Cologne.
An der Spitze eines Arrondissement stand ein Sous-Préfect (Unterpräfekt). Am 22. Juni 1800 wurde Jakob Bouget aus Odenkirchen zum Unterpräfekten ernannt. Nach der Berufung von Jakob Bouget in den gesetzgebenden Körper wurde am 17. August 1804 der frühere Neusser Bürgermeister Franz Caspar Anton Jordans zum Unterpräfekten ernannt.

## Kantone und Mairien
| Kantone     | Mairien (Bürgermeistereien) |
| ----------- | --- |
| Bracht      | Amern St. Anton, Amern St. Georg, Bracht, Boisheim, Breyell, Brüggen, Burgwaldniel, Dülken, Kaldenkirchen, Kirspelwaldniel, Tegelen           |
| Erkelenz    | Beeck, Doveren, Erkelenz, Gerderath, Holzweiler, Hückelhoven, Kleingladbach, Kückhoven, Kuckum, Lövenich, Schwanenberg, Wegberg               |
| Kempen      | Aldekerk, Hüls, Kempen, Oedt, St. Hubert, St. Tönis, Tönisberg, Vorst                                                                         |
| Krefeld     | Krefeld |
| Moers       | Baerl, Emmerich, Homberg, Kapellen, Moers, Neukirchen, Repelen, Rheurdt, Schaephuysen, Vluyn                                                  |
| Neersen     | Gladbach, Kleinenbroich, Korschenbroich, Liedberg, Neersen, Obergeburth, Oberniedergeburth, Schiefbahn, Süchteln, Unterniedergeburth, Willich |
| Neuß        | Büderich, Büttgen, Glehn, Grefrath, Grimlinghausen, Heerdt, Holzheim, Kaarst, Neuß, Norf                                                      |
| Odenkirchen | Dahlen, Jüchen, Kelzenberg, Neukirchen, Odenkirchen, Rheydt, Schelsen, Wanlo                                                                  |
| Rheinberg   | Alpen, Budberg, Hoerstgen, Kamp, Orsoy, Ossenberg, Rheinberg, Vierquartieren                                                                  |
| Uerdingen   | Bockum, Fischeln, Friemersheim, Langst, Lank, Linn, Osterath, Strümp, Uerdingen                                                               |
| Viersen     | Viersen |